# Souvenirs (chanson de Barbara Evans)
Souvenirs est une chanson écrite par Cy Coben et initialement enregistrée par Barbara Evans en 1959.

## Liste des pistes
Single 7" RCA Victor 47-7519 (États-Unis)
A. Souvenirs (2:00)
B. Pray for Me Mother (2:10)

## Version de Bill Ramsey (en allemand)
La même année 1959, la chanson a été adaptée en allemand et enregistrée par Bill Ramsey. Cette version allemande a atteint le numéro 1 en Allemagne de l'Ouest.

## Version de Johnny Hallyday (en français)
Un peu plus tard la chanson a été adaptée en français (sous le titre Souvenirs, souvenirs) par
Fernand Bonifay et enregistrée par Johnny Hallyday qui l'a sortie en EP en 1960.